# アイヴァー・ボルトン
アイヴァー・ボルトン（Ivor Bolton, 1958年5月17日 - ）は、イギリスの指揮者。

## 略歴
ランカシャー州ブラックロッド（Blackrod）の生まれ。ケンブリッジ大学クレア・カレッジ、王立音楽大学で学ぶ。
オックスフォード・スコラ・カントルムの指揮者としてデビュー。1982年からグラインドボーン音楽祭の指揮者をつとめ、1984年に古楽器使用のセント・ジェイムズ・バロック・プレイヤーズを結成。指揮者とチェンバロ奏者を兼ねて活動した。
1994年から1996年までスコットランド室内管弦楽団首席指揮者、2004年から2016年までモーツァルテウム管弦楽団の首席指揮者をつとめ、2016/2017年のシーズンは、同オーケストラの名誉指揮者の称号を得ている。2015年からマドリード王立劇場の音楽監督に就任、2016年からはバーゼル交響楽団の首席指揮者も務めている。
アカデミー室内管弦楽団とのCD録音やバイエルン国立歌劇場でバロック・オペラの上演を行っている。また1995年にはコヴェントガーデン王立歌劇場でアレクサンダー・ゲールの「アリアンナ」を初演するなど現代音楽にも積極的に取り組んでいる。